# Dietylamin
Dietylamin là một amin bậc hai có công thức phân tử là CH3CH2NHCH2CH3. Đây là chất lỏng dễ cháy và có tính kiềm mạnh. Dietylamin tan được trong nước và trong etanol. Nó là chất lỏng không màu và thường có màu nâu khi lẫn tạp chất. Dietylamin dễ bay hơi và có mùi khó chịu.
Dietylamin được điều chế từ etanol và amonia, phản ứng này thu được đồng thời cả etylamin và trietylamin. Dietylamin thường dùng làm chất chống ăn mòn và dùng trong công nghiệp sản xuất cao su, nhựa, chất nhuộm và trong ngành dược.
Dietylamin là hóa chất ăn mòn và khi tiếp xúc với da sẽ gây bỏng rát.